# Chiesa della Beata Vergine della Neve (Remanzacco)
La chiesa della Beata Vergine della Neve si trova nell'abitato di Selvis, frazione del comune di Remanzacco, in provincia di Udine.

## Storia
Il piccolo borgo di Selvis sorge su un piccolo rilievo, che domina il letto del torrente Malina, l'antico Malinat; il luogo in antichità era ricoperto da una vasta selva, da cui il nome della località. Durante il Medioevo si prestava ad offrire rifugio a penitenti ed eremiti. Intorno al 1335, narra lo storico Paschini, che il patriarca Bertrando avesse ordinato di cacciare una banda di briganti colpevoli di depredare i viandanti.
La chiesetta venne abitata da alcuni eremiti monaci Camaldolesi, seguaci di San Romualdo, i quali nel 1477, in seguito alla trasformazione della loro chiesa della borgata di San Gottardo (periferia est di Udine) in lazzaretto, si trasferirono nella selva tra i torrenti Torre e Malina. A questi monaci si deve la costruzione della prima cappella, sullo stesso luogo della attuale chiesa, che risale al XVI secolo. Vicino ad essa sorsero le prime case, che costituirono il primo nucleo del borgo attuale. Denominata inizialmente oratorio di san Giovanni, La chiesetta attuale risale al XVII secolo, mentre l'intitolazione alla Madonna della neve è novecentesca: si riferisce a una diffusa leggenda risalente al IV sec.d.C. che narra di come a Roma durante la celebrazione della festa della Vergine, che cadeva il 5 agosto, vi fosse stata una abbondante nevicata.

## Descrizione
La chiesuola si trova su una piccola altura delimitata da un terrapieno; vi si accede tramite un'ampia scala costruita nel 1934. La facciata, che presenta una finestra semicircolare e una porta rettangolare sormontata dalla trabeazione, è conclusa dal frontone. La bifora campanaria è stata restaurata di recente.

## Interno
L'aula è rettangolare e l'abside ha un soffitto centinato a crociera, mentre la sacrestia è un'aggiunta posteriore. Al suo interno erano conservati due dipinti, ora scomparsi, che raffiguravano San Guglielmo di Aquitania, uno dei seguaci di San Romualdo, e Sant'Agostino, entrambi pare donati da Francesco Menazzi di Terenzano, proprietario verso la fine del XIX secolo della villa adiacente. Attualmente vi è solo un dipinto ad olio raffigurante l'Assunta, che probabilmente era la vecchia pala d'altare.